# Tom Palumbo
Tomas Palumbo (25. ledna 1921 – 13. října 2008) byl americký fotograf a divadelní režisér narozený v Itálii.

## Životopis
Palumbo se narodil v Molfettě v Itálii v roce 1921. Jeho rodina se přestěhovala do New Yorku, když mu bylo asi dvanáct let.
Palumbo pracoval na modelech lodí ve zmenšeném měřítku ve strojírenské společnosti. Později pracoval jako asistent u amerického fotografa Jamese Abbeho. Zkušenosti z práce s Abbem ho přivedly ke komerční práci v oblasti módní fotografie. Jeho raná kampaň pro obchodní dům Peck&Peck se objevila v časopisech Vogue a Bazaar v letech 1949 až 1953.
Palumbo byl zaměstnaným fotografem Vogue od roku 1959 do roku 1962 a u Harper's Bazaar od roku 1953 do roku 1959, kde pracoval s uměleckými řediteli Alexem Libermanem a Alexejem Brodovičem. Byl viceprezidentem kreativní produkce v Ted Bates, kde dohlížel na televizní reklamy.
Palumbo byl celoživotním členem Actors' Studio. Vyučoval fotografii na Rhode Island School of Design a režii na School of Visual Arts v New Yorku. Režíroval hry na Off-Broadway a v regionálních divadlech. Jeho poslední inscenací byl Večer Prousta v Lincolnově Centru. Byl členem Lincoln Center Directors Lab.
Palumbovou první manželkou byla modelka Anne St. Marie, až do její smrti na rakovinu plic v roce 1986. Pár měl dvě děti. Později se v roce 2000 oženil s novinářkou Patricií Bosworthovou (1933–2020).
V říjnu 2008 Palumbo zemřel na komplikace způsobené onemocněním demence s Lewyho tělísky.